# Château de Saint-Augustin
Le château de Saint-Augustin est un édifice situé sur la commune de Château-sur-Allier (France).

## Localisation
Le château est situé sur la commune de Château-sur-Allier, dans le département de l'Allier, en région Auvergne-Rhône-Alpes. Il se trouve à 4 km au nord-ouest du bourg par la D13 (route de Sancoins), dans un très vaste parc.

## Description
Il subsiste de l'ancien château le pigeonnier. La chapelle fut construite par Michel Cadier en 1706. Le château actuel est une belle maison en briques polychromes à deux niveaux.
Le château est classé pour partie Monument historique (arrêté du 12 septembre 1969). D'autres parties sont inscrites (arrêté du 27 septembre 2006).

## Historique
Le château de Saint-Augustin est un fief très ancien, en mouvance avec la baronnie de Veauce.
Du XVe au XVIIe siècle nous trouvons les La Souche, seigneurs du lieu. En 1692, cette seigneurie fut achetée par Michel Cadier, écuyer, seigneur de La Brosse qui, en 1703, acheta la baronnie de Veauce. Avec l'aide de Mansart il achève le château et le transforme en rendez-vous de chasse.
Son fils Gilbert Cadier, écuyer, seigneur de Saint-Augustin, baron de Veauce, détruisit l'ancien château vers 1729 et fit construire le château actuel en 1730.
Vers 1810, le comte Chaillon de Jonville aménage le château en villa palladienne.
Yann Arthus-Bertrand, le scénariste du documentaire La Terre vue du ciel, documentaire tiré des photos de son livre du même nom, dirige de 1967 à 1975 la réserve animalière qui entoure le château. Ce parc animalier ferme au décès de la propriétaire du château, en 2002.
Le château est à présent la propriété de Jehan Chabot de l'Allier, descendant de Michel Cadier, qui l'a ouvert à la visite.